# Заілійський Алатау
Заілійський Алатау — гірський хребет на північному заході Тянь-Шаня (на кордоні Казахстану і Киргизстану).

## Рельєф і гідрографія
Тягнеться на 360 км уподовж 43° півн. ш. Переважаючі висоти — 4000—4600 м, найвища тоща — пік Талгар (4979 м). Північний схил порівняно пологий, сильно розчленований лівими притоками річки Ілі, південний схил круто уривається до долин річок Чилик та Чонг-Кемін (права притока Чу).
Перемичкою між витоками цих річок з'єднується з лежачим на південь хребтом Кюнгей-Ала-Тоо, в північних відрогах хребта розташовано три високогірні озера: Кольсайські озера. Переважає високогірський рельєф. У північних передгір'ях розташовано місто Алмати.

## Тваринний і рослинний світ
Сухі степи змінюються з висотою чагарниково-степовою рослинністю і лісами (яблуня, осика, вище — тянь-шаньська ялина). У припасмовій зоні близько 460 льодовиків загальною площею понад 490 км². На північному схилі розташовується відомий Алматинський заповідник. Водяться: червоний вовк, сніговий барс, кеклики. У 1971 році на схилах Заілійського Алатау виявлені унікальні для Середньої Азії хащі зонтичної рослини Ferula assa-foetida, із смоли якого роблять спецію асафетиду.

## Ґрунти
Складений головним чином гранітами, конгломератами, вапняками і сланцями. Деякі вершини покриті льодовиками. Загальна площа заледеніння 484 км².

## Мапи
карта-схема «Вершины Заилийского Алатау» (формат а2, 600х400) [Архівовано 23 червня 2008 у Wayback Machine.]